# 哈貝爾蟲屬
期願哈貝爾蟲（學名：Habelia optata）是哈貝爾蟲屬（學名：Habelia）是的唯一物種，也是模式種。哈貝爾蟲科（學名：Habeliidae）是一個單型科，底下僅有一個哈貝爾蟲屬。

## 發現

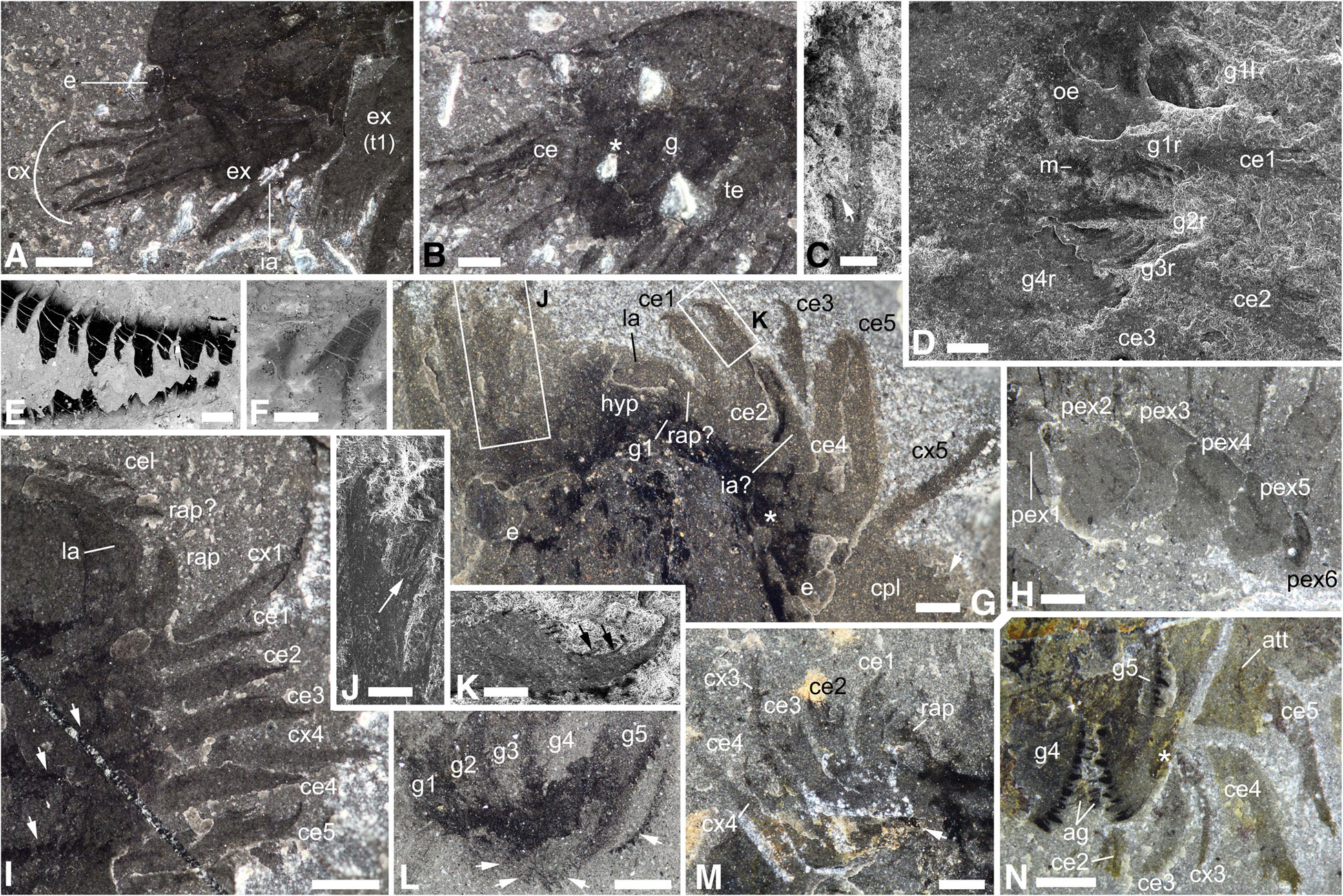
哈貝爾蟲的化石細部照片

哈貝爾蟲的化石是在加拿大不列颠哥伦比亚省幽鶴國家公園裡的沃爾科特採石場（Walcott Quarry）伯吉斯頁岩（Burgess Shale）葉足類積層（Greater Phyllopod Bed）發現的，大部分的化石標本存放在美國國立自然史博物館或是皇家安大略博物館。

## 命名
哈貝爾蟲的學名－Habelia ，是以加拿大不列颠哥伦比亚省幽鶴峽谷裡瓦普塔冰河（Wapta icefield）的哈貝爾山（Mount Habel）命名的；而種加名的optata是拉丁文裡的期望或是慾望之意。

## 型態
全身長可從8.5至34毫米，不包含尾節所延伸出去的尾刺。全身共19節。頭部的7個節融合成一個頭甲；身體有12節；尾刺是一條邊緣鋸齒狀的细刺。身體可分為兩個部分，前五節稱作胸段，擁有用來行走的腳；後七節為尾段。

### 頭部
頭甲是由中間隆起的部分（內含有胃）和向雙側延伸的側膜所組成。頭甲前半部的邊緣與側膜邊緣被眼窩分隔，還有明顯的凹陷處。側膜的外觀似三角形且較為平扁，在水平方向與頭甲平行，邊緣具有短小、三角形刺。頭甲的表面也散布著許多的鈍刺。球形側眼位在頭甲前半部與側膜中間的眼窩處，直徑約為頭部長度的14%。
口器可以分為口下板（hypostome）和上唇（labrum）。上唇位在頭部的最前面，長度大約是頭部的14%，圓形的前緣略微延伸出頭甲；口下板是一塊位在上唇下方的骨片（sclerite）。嘴巴的位置非常前面，開口向腹側，在第一對上方顎基（gnathobase）。
頭部有五對巨大、向前傾斜、粗壯且排列緊密的顎基，邊緣的筆直鋸齒用來咀嚼。從第3對逐漸往前，牙齒逐漸變得更纖細、尖銳，長度相對較長，因此最前端的顎基與最末端形態幾乎不同。前者有著長而纖細的牙齒，而後者則是短而鈍且更為粗壯的牙齒。顎基的大小會隨著位置愈厚逐漸變大，最前端的顎基寬度只有上唇長度的一半，第五端得顎基長度佔了頭甲長度一半。顎基之間排列緊密和大部分重疊，邊緣上排列有約18顆長短不一的牙齒，兩排交錯排列，側邊緣閉合時長短牙齒互相嵌合。

#### 附肢
頭部的附肢（appendage）包含了有對短小的附肢、一系列觸鬚狀的附肢；稍微往後有一對前附肢，有一個寬平且圓緣的外足（exopod）。
最前端有一對非常短小的附肢，長度大約是第一對頭部附肢的一半。附肢很靈活，且可能分節。
頭部的第七對附肢位置點較為特別，位在頭部與身體的分節點。型態雖然與胸段的附肢幾乎一樣，但是長度僅為前三對胸段附肢的三分之二。外足較為圓潤和纖細，且剛毛的數量更多。

### 身體

#### 尾刺
長度約是頭部和身體的長度，且末端有可動的節。

### 消化系統
消化系統分成前腸（foregut）、胃和小腸（small intestine），前腸向背側延伸並向後彎曲，連至胃部。胃部占了大部分的頭部空間。胃在頭部的後半處縮小成腸道，逐漸縮小身體的第五節，最終在身體的第六節更加縮小。肛門的開口在肛囊後方。